# Джим Йонг Кім
Джим Йонг Кім (англ. Jim Yong Kim; нар. 8 грудня 1959, Сеул, Республіка Корея) — американський лікар корейського походження. 12-й президент Світового банку з 30 червня 2012 до 1 лютого 2019 року. 17-й президент Дартмутського коледжу (з 2 березня 2009 до 30 червня 2012). Став першим американцем азійського походження, який очолив університет, що входить до Ліги Плюща. Один із засновників і виконавчий директор неурядової організації Партнери по здоров'ю.